# Nicolaes Jonghelinck
Nicolaes Jonghelinck (1517 Antverpy – 1570 Antverpy) byl obchodní bankéř a sběratel umění v Antverpách. Je proslulý svou sbírkou obrazů Pietera Bruegela staršího a Franse Florise. Jeho bratr byl sochař Jacques Jonghelinck.

## Historie
V archivu v Antverpách je dokument z 15. února 1566 uvádějící, že jeho sbírka má hodnotu 16 000 guldenů. Jeho přítel Daniel de Bruyne uvádí „šestnáct Bruegelových obrazů, mezi nimi i obraz Stavba babylonské věže, obraz s názvem Kristus nesoucí kříž (Christ carrying the Cross) a mnoho dalších. Z dokumentu to není patrné, ale je pravděpodobné, Jonghelinck si tyto obrazy objednal pro svůj opevněný venkovský dům stojící mimo Antverpy. Dům navrhl jeho bratr Jacques v roce 1547 a v roce 1554 prodal ho Nicolaesovi. Dům je zaznamenán na mapě datované 1582. Dům byl zničen během jedné z válečných epizod osmdesátiletá války, kdy do Nizozemska vtrhla španělská armáda.